# Shōzō Tanaka
Pour les articles homonymes, voir Tanaka.
Shōzō Tanaka (田中 正造, Tanaka Shōzō, 15 décembre 1841 – 4 septembre 1913) est un homme politique et militant écologiste japonais. Il est particulièrement connu pour son engagement pour la défense des droits des ouvriers victimes de la pollution de la mine de cuivre d'Ashio.